# Bartenshagen-Parkentin
Bartenshagen-Parkentin ist eine Gemeinde im Landkreis Rostock in Mecklenburg-Vorpommern (Deutschland). Die Gemeinde wird vom Amt Bad Doberan-Land mit Sitz in der Stadt Bad Doberan verwaltet.

## Geografie
Die Gemeinde besteht aus den Ortsteilen Bartenshagen, Parkentin, Hütten, Neuhof und Bollbrücke.
Bartenshagen-Parkentin liegt zwischen der Stadt Bad Doberan und der Hansestadt Rostock. Die Gemeinde ist zweigeteilt: Bartenshagen liegt auf der leicht erhöhten Fläche der Grundmoränenplatte des Hägerortes in 7 km Entfernung zur Ostsee (Strand Nienhagen). Parkentin liegt etwa 3 km südlich der Ortsmitte von Bartenshagen. Das Gemeindegebiet wird von landwirtschaftlichen Flächen, zumeist Ackerland, geprägt. Lediglich südlich von Parkentin in der Nähe des Ortsteils Neuhof und nördlich von Bollbrücke gibt es Wiesen und Weiden.
Umgeben wird Bartenshagen-Parkentin von den Nachbargemeinden Admannshagen-Bargeshagen im Norden, Lambrechtshagen im Osten, Stäbelow im Südosten, Satow im Süden, Hohenfelde im Südwesten sowie Bad Doberan im Westen.
Dominierend im südwestlichen Gemeindegebiet ist der Hütter Wohld, von dem etwa 180 Hektar auf Gemeindegebiet liegen, geprägt durch eine Reihe von Fischteichen. Eine 58 Hektar große Fläche daraus wurde 1999 als Naturschutzgebiet Hütter Klosterteiche ausgewiesen. Im Hütter Wohld, an der Grenze zu Ivendorf liegt auch der höchste Punkt der Gemeinde mit 80 m ü. NN. Das Gelände fällt dann über den Ortsteil Hütten (35 m ü. NN) bis zur Niederung des Waidbachs mit 22 m ü. NN ab. Dort befindet sich der mit 5 Hektar Fläche größte See der Gemeinde, der durch einen Torfstich entstanden ist. Nach einem Anstieg bis zum Ort Parkentin (26 m ü. NN) fällt das Gelände in nördliche Richtung. An der nordöstlichen Gemeindegrenze bei Bargeshagen an der B105 wird mit 6 m ü. NN der tiefste Punkt erreicht. An dieser Stelle quert auch der Rotbach das Gemeindegebiet. Westlich, an der Grenze zu Bad Doberan, befindet sich ein 78 Hektar großes Teilstück des Waldes Walkmüller Holz. Am auf 3,3 km einreihig bebauten Ort Bartenshagen entlang fließt in nördliche Richtung die Stege, die südlich Parkentins aus dem Waidbach entsteht.
Im Süden der Gemeinde liegt die seit 2000 geschlossene und sanierte ehemalige Deponie für Hausmüll der Stadt Rostock, die auf einer Fläche von 26 Hektar einen markanten Hügel bildet.

## Geschichte

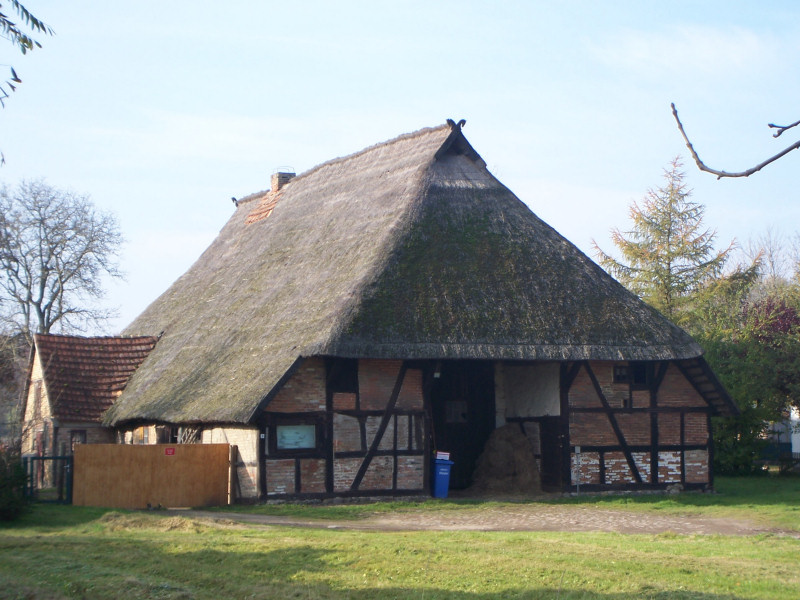
Hallenhaus Bartenshagen

Parkentin wurde 1177 erstmals urkundlich erwähnt. Der Name steht für Ort des Parkun, einer Gottheit der Slawen, welche seit dem 6. Jahrhundert die Gegend besiedelten. Das Gebiet des Dorfes gehört zu den Ländereien, die Pribislaw dem Kloster Doberan bei dessen Gründung 1171 übereignete. Die Kirche wurde wenig später durch das Kloster begründet. 1333 wurde dem Kloster von Herzog Albrecht II. die Gerichtsbarkeit über Parkentin verliehen. Das Kloster erwarb in der Folge hier weitere Rechte, so auch die Mühle. Das Dorf gehörte bis 1552 zum Kloster Doberan und die Kirche zum Archidiakonatsbereich des Klosters. Nach der Säkularisation und Auflösung des Klosters kam der Ort zum herzoglichen Domanialamt. Erster evangelischer Pastor, der vom Herzog und nicht vom Abt des Klosters eingesetzt wurde, war 1557 Brand Meseke.
Hütten wurde erstmals 1268 urkundlich erwähnt. Im Hütter Wohld, einem ausgedehnten Buchenwald, fanden die Mönche des Zisterzienserklosters Doberan beste Bedingungen für die Anlage von Fischteichen vor und legten eine Kette von mehreren Teichen an, die heute noch bewirtschaftet werden. Durch das Vorkommen von Quarzsand und die vorhandenen Wälder als Brennstoff wurde hier auch seit 1268 eine Glashütte der Mönche betrieben. Der Name des Ortes Hütten weist auf diesen historischen Bezug.
Neuhof wurde 1383 erstmals urkundlich erwähnt und kam 1927 zu Parkentin.

## Politik

### Gemeindevertretung
Der Gemeinderat besteht aus 10 Mitgliedern. Die Wahl zum Gemeinderat am 26. Mai 2019 hatte folgende Ergebnisse:
| Partei/Bewerber                | Prozent | Sitze |
| ------------------------------ | ------- | ----- |
| Wählergruppe B/P               | 48,3    | 5     |
| Wählergruppe Gemeinschaft 2019 | 44,7    | 4     |
| Einzelbewerber Kron            | 7,0     | 1     |

### Dienstsiegel
Die Gemeinde verfügt über kein amtlich genehmigtes Hoheitszeichen, weder Wappen noch Flagge. Als Dienstsiegel wird das kleine Landessiegel mit dem Wappenbild des Landesteils Mecklenburg geführt. Es zeigt einen hersehenden Stierkopf mit abgerissenem Halsfell und Krone und der Umschrift „GEMEINDE BARTENSHAGEN-PARKENTIN • LANDKREIS ROSTOCK“.

## Sehenswürdigkeiten

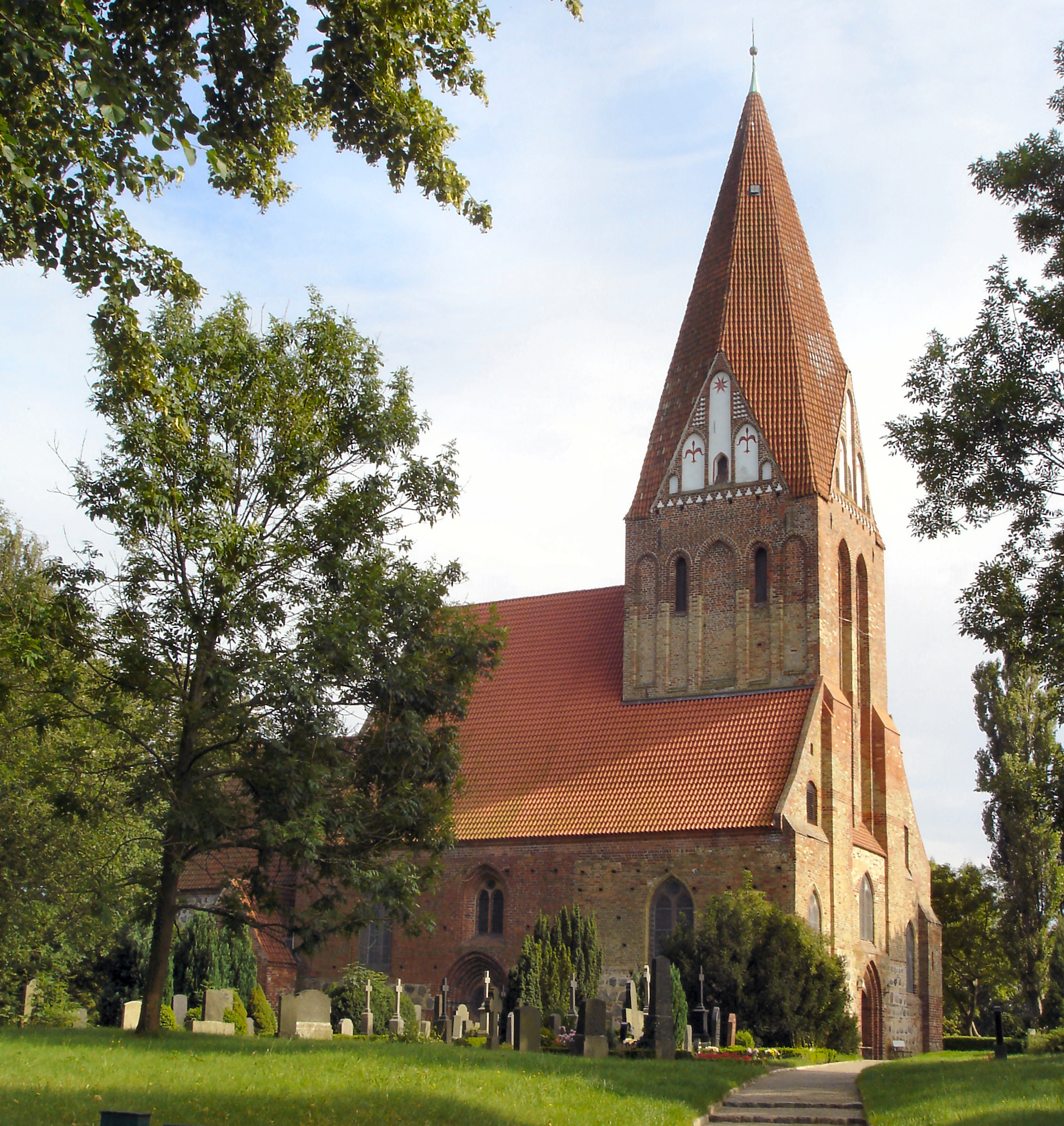
Kirche Parkentin

- Gotische Dorfkirche Parkentin aus Feld- und Backstein vom Anfang des 13. Jahrhunderts: Der älteste Teil ist der quadratische Chor aus Feldstein mit Ostgiebel aus Backstein. Das dreischiffige, zweijochige Langhaus aus Backstein mit Kreuzrippengewölbe und mit östl. Spitzbogenfries wurde fast gleichzeitig gebaut. Es folgte später der aus dem Dach ragende Westturm mit den Seitenkapellen und danach die vier Giebel und der achtseitige Spitzhelm. Im Inneren der Kirche befinden sich im Kuppelgewölbe Fresken aus dem 15. Jahrhundert, die 1899 entdeckt und restauriert wurden. Die Kirche wurde um 1200 durch das Kloster Doberan begründet.
- Verschiedene, teils reetgedeckte Hallenhäuser in Bartenshagen und Parkentin.

→ Siehe auch Liste der Baudenkmale in Bartenshagen-Parkentin

## Verkehrsanbindung
Der Ort kann über die nördlich vorbeiführende Bundesstraße 105 erreicht werden. Der Haltepunkt Parkentin an der Bahnstrecke Wismar–Rostock wird von den Regionalbahnlinien RB 11 Tessin–Wismar und der RB 12 Bad Doberan–Graal-Müritz bedient. Rebus verkehr mit den Linien 109 (Bad Doberan–Parkentin–Hanstorf/Gorow) und 128 (Rostock, Reutershagen–Parkentin–Hanstorf–Bad Doberan) durch die Gemeinde.

## Persönlichkeiten
Bartenshagen
- Hans Erichson (1926–2020), Lehrer, Volkskundler und Museumsleiter